# Az oxigén izotópjai

Egy nagyobb csillag élete vége felé az ^{16}O az O-héjban, az ^{17}O a H-héjban és az ^{18}O a He-héjban koncentrálódik

Az oxigénnek három stabil izotópja van, így az oxigén standard atomtömege 15,9994(3) u. További 14 izotóp ismert, melyek nem stabilak.

## Stabil izotópok
A természetben előforduló oxigén három stabil izotópból áll, ezek az 16O, 17O és 18O. Közülük a 16O a leggyakoribb (természetes előfordulás: 99,762%). Az ismert oxigénizotópok tömegszáma 12–28.
A 16O relatív és abszolút értelemben vett gyakori előfordulásának oka az, hogy a csillagfejlődés fő terméke és elsődleges (primer) izotóp. Ez azt jelenti, hogy a kezdetben kizárólag hidrogénből álló csillagokban is keletkezik. A 16O legnagyobb része a csillagok hélium fúziós folyamatának végén szintetizálódik, a három-alfa folyamat során 12C jön létre, mely egy további 4He befogásával 16O-tá alakul. A neon-égető folyamat további 16O-ot termel.
Mind a 17O és az 18O másodlagos izotópok, azaz keletkezésükhöz megfelelő kiindulási mag szükséges. 17O elsősorban a hidrogén héliummá történő égése során keletkezik a CNO-ciklusban, emiatt megtalálható a csillagok hidrogént égető zónájában.  Az 18O legnagyobb része akkor keletkezik, amikor (a CNO-ciklusban felgyűlő) 14N egy 4He magot fog be, emiatt a 18O a csillagok héliumban gazdag zónájában fordul elő. Ahhoz, hogy két oxigén mag fúziós reakciójával kén keletkezhessen, mintegy egymilliárd Celsius-fok szükséges.

## Radioizotópok
14 radioizotópot jellemeztek, melyek közül a legstabilabb az 15O (felezési ideje 122,24 másodperc) és az 14O (felezési ideje 70,606 másodperc).  A többi radioaktív izotóp felezési ideje kevesebb mint 27 másodperc, többségüké 83 ezredmásodpercnél is kevesebb. A stabil izotópokénál kisebb atomtömeg esetén a leggyakoribb bomlási mód az elektronbefogás, míg a nehezebb izotópok leggyakrabban béta-bomlók. Előbbiek bomlásterméke a 7. elem (nitrogén) izotópja, míg a nehezebb oxigénizotópok fluorrá bomlanak.
Az atomi tömegegység 12C-n alapuló definícióját megelőzően az oxigén atomtömegét 16-nak vették. Mivel a fizikusok a tiszta 16O-ot vették alapul, a kémikusok viszont az oxigén természetben előforduló izotópkeverékét tekintették alapnak, ennek eredménye két, kissé eltérő atomtömeg skála lett.
Az oxigén izotópösszetétele a földi légkörben 99,759% 16O, 0,037% 17O és 0,204% 18O. Mivel a könnyebb izotópot tartalmazó vízmolekulák valamivel könnyebben párolognak el és hullanak le csapadékként, az édesvíz és a sarki jégsapkák 18O tartalma egy kicsit kevesebb (0,1981%), mint a levegőé (0,204%) vagy a tengervízé (0,1995%). Emiatt ennek az aránynak a nyomon követését a tudósok a múlt klímaváltozásainak megállapítására használják (lásd a tudományos alkalmazásokról szóló részt).

## Táblázat
| Az izotóp jele | Z(p)                | N(n)                | Az izotóp tömege (u) | felezési idő                   | magspin        | jellemző izotóp- összetétel (móltört) | természetes ingadozás (móltört) |
| Az izotóp jele | gerjesztési energia | gerjesztési energia | gerjesztési energia  | felezési idő                   | magspin        | jellemző izotóp- összetétel (móltört) | természetes ingadozás (móltört) |
| -------------- | ------------------- | ------------------- | -------------------- | ------------------------------ | -------------- | ------------------------------------- | ------------------------------- |
| 12O            | 8                   | 4                   | 12,034405(20)        | 580(30)·10‒24 s [0,40(25) MeV] | 0+             |                                       |                                 |
| 13O            | 8                   | 5                   | 13,024812(10)        | 8,58(5) ms                     | (3/2‒)         |                                       |                                 |
| 14O            | 8                   | 6                   | 14,00859625(12)      | 70,598(18) s                   | 0+             |                                       |                                 |
| 15O            | 8                   | 7                   | 15,0030656(5)        | 122,24(16) s                   | 1/2‒           |                                       |                                 |
| 16O            | 8                   | 8                   | 15,99491461956(16)   | STABIL                         | 0+             | 0,99757(16)                           | 0,99738–0,99776                 |
| 17O            | 8                   | 9                   | 16,99913170(12)      | STABIL                         | 5/2+           | 0,00038(1)                            | 0,00037–0,00040                 |
| 18O            | 8                   | 10                  | 17,9991610(7)        | STABIL                         | 0+             | 0,00205(14)                           | 0,00188–0,00222                 |
| 19O            | 8                   | 11                  | 19,003580(3)         | 26,464(9) s                    | 5/2+           |                                       |                                 |
| 20O            | 8                   | 12                  | 20,0040767(12)       | 13,51(5) s                     | 0+             |                                       |                                 |
| 21O            | 8                   | 13                  | 21,008656(13)        | 3,42(10) s                     | (1/2,3/2,5/2)+ |                                       |                                 |
| 22O            | 8                   | 14                  | 22,00997(6)          | 2,25(15) s                     | 0+             |                                       |                                 |
| 23O            | 8                   | 15                  | 23,01569(13)         | 82(37) ms                      | 1/2+#          |                                       |                                 |
| 24O            | 8                   | 16                  | 24,02047(25)         | 65(5) ms                       | 0+             |                                       |                                 |
| 25O            | 8                   | 17                  | 25,02946(28)#        | <50 ns                         | (3/2+)#        |                                       |                                 |
| 26O            | 8                   | 18                  | 26,03834(28)#        | <40 ns                         | 0+             |                                       |                                 |
| 27O            | 8                   | 19                  | 27,04826(54)#        | <260 ns                        | 3/2+#          |                                       |                                 |
| 28O            | 8                   | 20                  | 28,05781(64)#        | <100 ns                        | 0+             |                                       |                                 |

Megjegyzések:
- Az izotópok gyakoriságát, valamint az atomtömeg pontosságát az egyes előfordulások közötti eltérések korlátozzák. A megadott tartomány lefedi a Földön előforduló összes szokványos anyagot.
- A # jelölésű értékek nem kizárólag kísérleti adatokból származnak, ezeknél rendszeres tendenciákat is figyelembe vettek. A gyenge asszignációs argumentumú spineket zárójelben jelöltük.
- A bizonytalanságokat rövid formában – a megfelelő utolsó számjegy után zárójelben – adjuk meg. A bizonytalanság értéke egy standard deviációnak felel meg, leszámítva a IUPAC által megadott izotóp-összetételt és standard atomtömeget, melyeknél kiterjesztett bizonytalanságot használunk.

## Fordítás
- Ez a szócikk részben vagy egészben az Isotopes of oxygen című angol Wikipédia-szócikk ezen változatának fordításán alapul.  Az eredeti cikk szerkesztőit annak laptörténete sorolja fel. Ez a jelzés csupán a megfogalmazás eredetét és a szerzői jogokat jelzi, nem szolgál a cikkben szereplő információk forrásmegjelöléseként.